# X64dbg
x64dbg یک نرم افزار دیباگر منبع باز مبتنی بر ویندوز که برای تحلیل و تجزیه فایل های اجرایی exe و dll است. دو برنامه دیباگر x32 و x64 دارد.این نرم افزار یک اسمبلر داخلی هم دارد که می توان کد های اسمبلی را به اجرایی تبدیل کرد.رابط کاربری این برنامه گرافیکی است.این برنامه از رابط کاربری qt استفاده می کند.

## ویژگی ها
منبع باز،
رابط کاربری بصری و آشنا و در عین حال جدید،
تجزیه کننده عبارت C مانند،
اشکال زدایی کامل فایل های DLL و EXE (TitanEngine)،
نوار کناری IDA مانند با فلش های پرش،
برجسته‌کننده نشانه دستورالعمل مشابه IDA (ثبت‌های برجسته و غیره)،
نقشه حافظه،
نمای نماد،
نمای نخ،
نمای کد منبع،
نمای نمودار،
نمای ثبت حساس به محتوا،
طرح رنگ کاملا قابل تنظیم،
تشخیص پویا ماژول ها و رشته ها،
بازساز واردات یکپارچه (Scylla)،
جداساز سریع (Zydis)،
پایگاه داده کاربر (JSON) برای نظرات، برچسب ها، نشانک ها و غیرهپ،
پشتیبانی از افزونه با API در حال رشد،
زبان برنامه‌نویسی قابل توسعه و دیباگ‌شدنی برای خودکارسازی،
تخلیه حافظه چند نوع داده،
پشتیبانی از نماد اصلی اشکال زدایی (PDB)،
نمای پشته پویا،
اسمبلر داخلی (XEDParse/asmjit)،
پچ قابل اجرا،
تجزیه و تحلیل.

## کارکرد
در x64dbg همه اعداد به طور پیشفرض به صورت هگزادسیمال ترجمه می شوند، با پیشوند x یا 0x. اعداد دسیمال می توان با  پیشوند . استفاده کرد.

سینتکس نوشتن دستورات:
command arg1 arg2 arg3 argn
command: دستور اسمبلی
arg: آرگومان
اعداد صحیح به صورت مبنای هگز نمایش داده می شوند. از 0 تا F و به صورت مبنا های دیگر نمی توان نمایش داد.
آرگومان ها به صورت عادی اختیاری هستند.
[arg]یک آرگومان اجباری را نشان می دهد. "[" و "]" عملیات مرجع حافظه را در ارزیابی عبارت برای آرگومان نشان می دهند. اگر نمی‌خواهید به محتوای نشانگر حافظه اشاره کنید، «[» و «]» را اضافه نکنید
برای دستورات دارای دو یا چند آرگومان، از کاما (،) برای جداسازی این آرگومان ها استفاده می شود. از فاصله برای جداسازی آرگومان ها استفاده نکنید.
x64dbg فقط از عدد صحیح در عبارات پشتیبانی می کند. رشته ها، اعداد نقطه شناور و داده های SSE/AVX پشتیبانی نمی شوند. بنابراین نمی توانید از [eax]=="abcd"عملگر برای مقایسه رشته ها استفاده کنید. در عوض، می‌توانید اولین DWORD/QWORD رشته را با هم مقایسه کنید یا از یک افزونه مناسب که چنین ویژگی را ارائه می‌کند استفاده کنید.
عملگر "==" برای آزمایش اینکه آیا هر دو عملوند برابر هستند استفاده می شود. عملگر "=" برای انتقال مقدار عبارت به مقصد استفاده می شود.
x64dbg از خط فرمان زیر پشتیبانی می کند:
```
   1 آرگومان: اشکال زدایی خواهد کرد .x64dbg filename.exefilename.exe
   2 آرگومان: به فرآیند با PID متصل می شود.x64dbg -p PIDPID
   2 آرگومان: با عنوان خط فرمان اشکال زدایی می کند .x64dbg filename.exe cmdlinefilename.execmdline
   3 آرگومان: با خط فرمان و دایرکتوری فعلی اشکال زدایی می کند x64dbg filename.exe cmdline currentdirfilename.execmdlinecurrentdir
```